# Celmisia dallii
Celmisia dallii là một loài thực vật có hoa trong họ Cúc. Loài này được Buchanan mô tả khoa học đầu tiên năm 1882.